# Насонов, Дмитрий Викторович
Дмитрий Викторович Насо́нов (1845—1874) — русский врач, доктор медицины, писатель.

## Биография
Родился в 1845 году. Учился на медицинском факультете Московского университета. По его окончании в 1867 году приступил к врачебной практике. Вначале работал в Шереметевской больнице в качестве сверхштатного ординатора, но вскоре был назначен ординатором хирургической госпитальной клиники Московского университета. В это же время его пригласили заведовать Лепёхинской лечебницей для приходящих больных, при которой организовали небольшую больницу с постоянными койками для женщин и детей. Блестящая подготовка Насонова как хирурга и врача в целом в скором времени сделала его весьма популярным и узнаваемым. Цифра посещаемости его амбулатории была огромной, в последние три года жизни Дмитрия Викторовича она возросла до 20000.
В январе 1874 года он заразился сыпным тифом. Болезнь поразила головной мозг, и 17 февраля (1 марта) 1874 года, на 29-м году жизни, он скончался. Был похоронен на кладбище Донского монастыря.

## Оценки
Как заявил профессор Московского университета, хирург И. Н. Новацкий, русская наука, потеряв Насонова, лишилась выдающейся силы, а общество — высоконравственного человека, всего себя отдавшего на служение ближним. Почитатели Насонова, в знак благодарности за его выдающуюся врачебную деятельность и самоотверженное служение людям, воздвигли ему памятник на его могиле, в Донском монастыре.

## Творческое наследие
Неустанный труд Насонова как врача-практика почти не оставлял ему времени и сил для литературной работы. И всё же сохранилось много ценных заметок, описаний операций и прочих материалов по медицинской теме, оставленных им в рукописи. Насонов успел опубликовать лишь две свои статьи, которые в 1870 году вышли на страницах «Московской медицинской газеты»: «Резекция локтевого сочленения» (в № 21) и «Ухват для пальца при вправлении вывихов» (в № 49).